# Ambro
Il torrente Ambro è un affluente di sinistra del fiume Tenna, il cui corso è interamente compreso nel territorio comunale di Montefortino (FM), nelle Marche. La zona compresa nel bacino idrografico del torrente, tutelata dal Parco nazionale dei Monti Sibillini, presenta diversi tipi di ambienti caratterizzati da una vegetazione varia e rigogliosa; ed è considerata come una delle aree meglio conservate dei Monti Sibillini, nonostante il considerevole flusso turistico in alcuni periodi dell'anno.

## Percorso

### Sorgente e alta valle

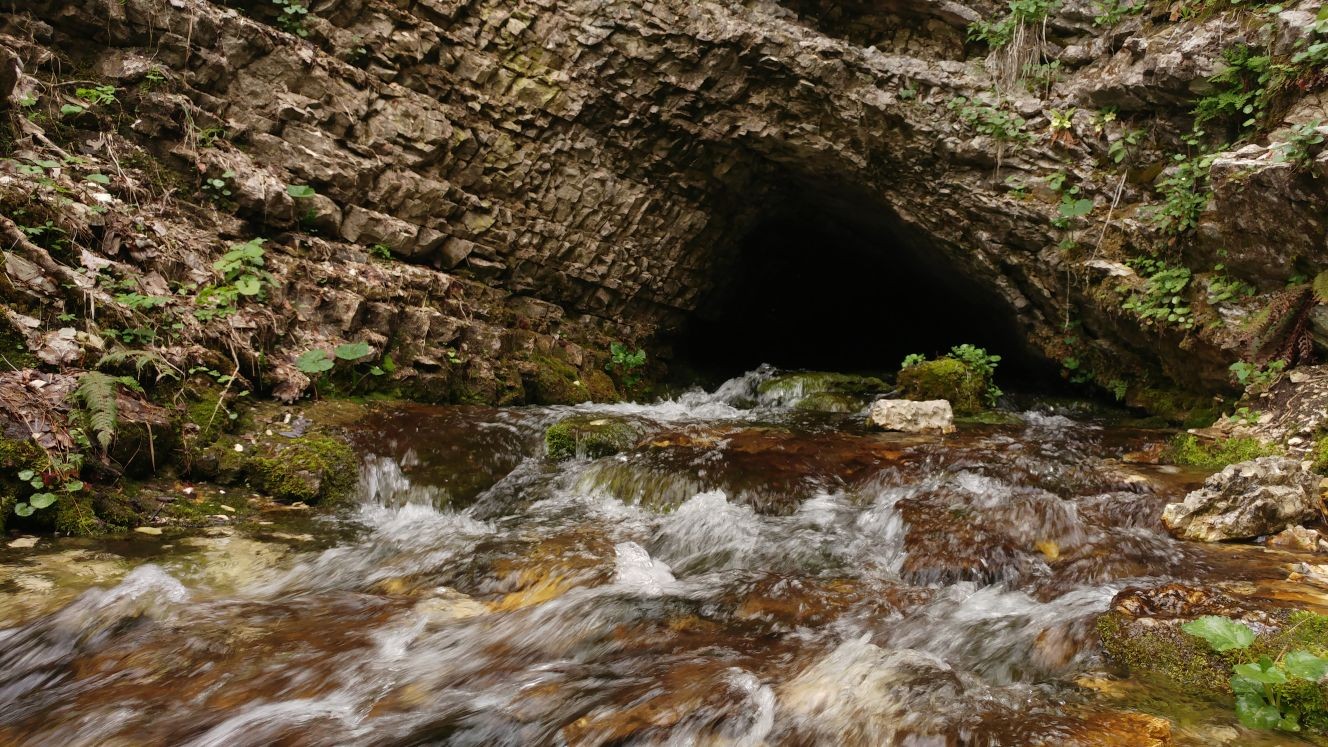
Grotta da cui scaturisce la sorgente principale

La sorgente principale è situata sul Monte Priora, in una piccola grotta naturale a 1.245 metri di altitudine. La zona delle sorgenti si trova in un'ampia vallata glaciale (nota come "Valle di Rinaldi") sovrastata a sud dalla Priora e dal Pizzo Berro, a ovest da Pizzo Tre Vescovi, e a nord da Castel Manardo.
Verso occidente, la cresta che congiunge Pizzo Berro e Pizzo Tre Vescovi (Forcella Angagnòla) divide la valle dell'Ambro dalla Val di Panico (torrente Ussita, bacino idrografico del Nera).
Tutt'oggi la vallata è adibita a pascolo e sfruttata dai pochi allevatori locali rimasti.

### Infernaccetto
A valle della grotta delle sorgenti, l'Ambro scorre nell'omonima valle calcarea di origine fluviale che si interpone fra il Monte Priora ed il Monte Castel Manardo. Nel primo tratto si getta in una breve ma profonda gola rocciosa, denominata Infernaccetto per analogia con la vicina e più nota gola dell'Infernaccio.
La conformazione della gola è piuttosto aspra: nel tratto più stretto le pareti rocciose si trovano tanto vicine che un uomo vi passa appena. Inoltre all'interno della forra sono presenti notevoli salti in cui il torrente si getta da alte cascate, la più grande delle quali raggiunge i 55 metri.
Le pareti del lato nord delle gole sono irte conformazioni rocciose che prendono il nome di Roccacce, sulle quali si ipotizza sorgesse anticamente il castello del Conte Mainardo (vedi Monte Castel Manardo).

### Casali
La zona del versante settentrionale della valle (versante di Castel Manardo) è disseminata di antichi casali un tempo utilizzati dai pastori fortinesi, e attualmente ristrutturati e aperti agli escursionisti. Presso la testata della valle glaciale (detta "Malga della Valle") sorge Casale Rinaldi, che porta il nome del proprietario terriero che ha dato il nome alla valle.

### Bassa valle e confluenza nel Tenna

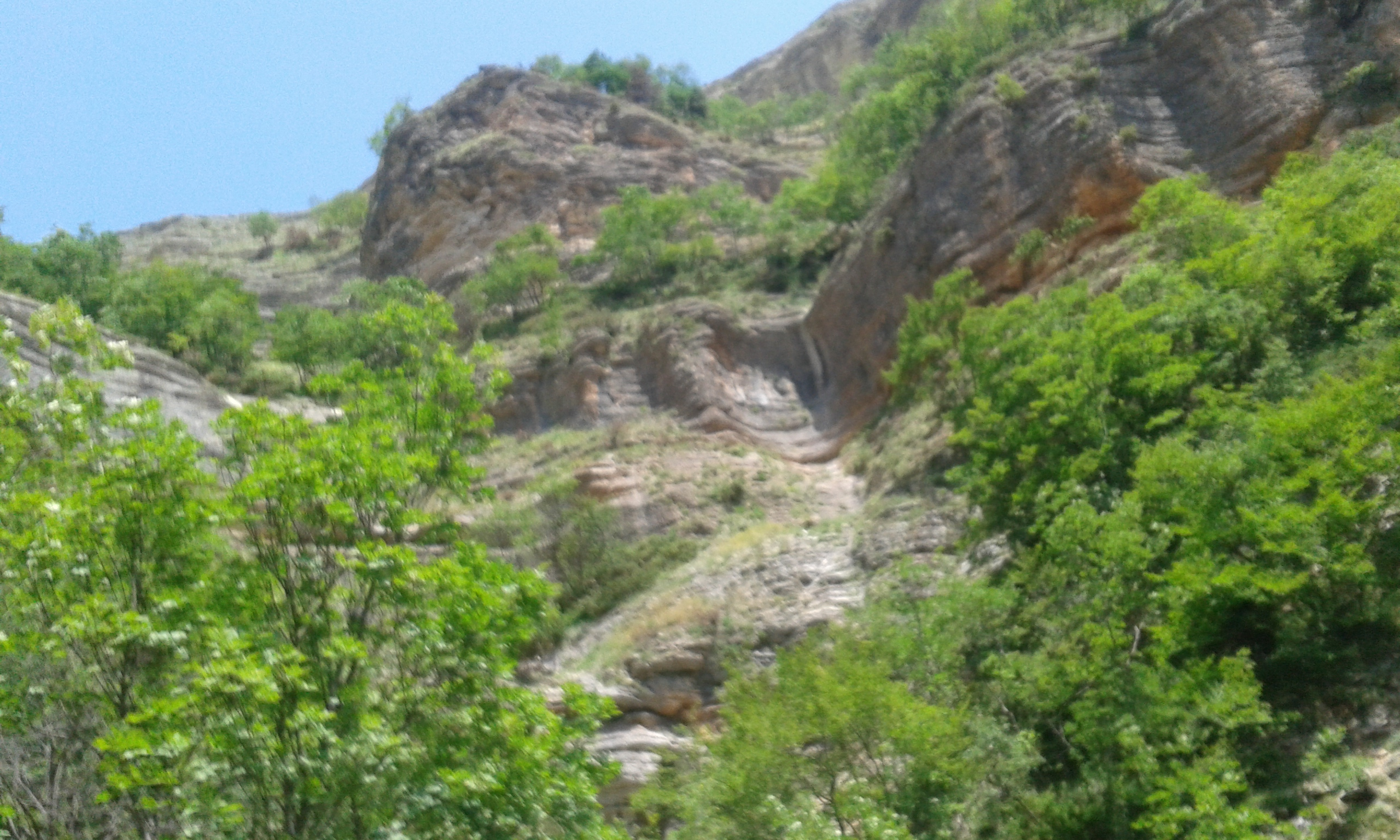
Balze rocciose lungo la valle, nei pressi di Piedivalle (Montefortino)

Nell'ultimo tratto del suo percorso, l'Ambro divide le frazioni di Valle (sul lato del Monte Amandola) e di Vetice (alle pendici della Priora), scorrendo tra alte pareti di calcare rosso che digradano dalla montagna verso i più lievi colli fortinesi.
Il torrente sfocia infine nel fiume Tenna in località Tre Ponti.
L'ultimo colle a valle sulla sponda sinistra è il Colmartese, una delle zone storicamente più importanti del comune di Montefortino: il toponimo significa infatti "Colle di Marte" ed è legato ai culti del dio pagano, probabilmente giunti nella zona in seguito alla centuriazione augustea. Anche il toponimo della frazione di Campo d'Arte, derivato da "Campo Marte", e la chiesa di Santa Maria de Marte (ormai scomparsa) fanno riferimento a queste vicende storiche.

### Affluenti
Essendo il torrente Ambro un corso d'acqua già di limitate proporzioni, i suoi affluenti sono in realtà piccoli ruscelli che scaturiscono da vene affioranti e scendono dalle ripide pareti delle montagne circostanti.
Tutta la valle è particolarmente ricca di vene, sorgenti, risorgive, da molte delle quali viene attinta l'acqua per gli acquedotti che servono i paesi limitrofi.
Tra i principali apporti idrici al torrente si menzionano:
- Acqua del Ciliegio: importante opera di presa che confluisce nell'acquedotto di Montefortino. Sita sul versante di Castel Manado poco più in alto rispetto al santuario.
- Acqua del Faggio: piccola captazione sul versante di Castel Manardo, nei pressi della quale è sito un casale di montagna in ottime condizioni, utilizzato come rifugio dagli escursionisti e dai boscaioli.
- Fonte Feletta: piccola fonte con abbeveratoio, lato Castel Manardo.
- Acqua Arva: importante captazione che confluisce nell'acquedotto di Montefortino (versante di Monte Pizzo).
- Vena dell'Acqua: altra sorgente che scaturisce dal versante sud, dove è predisposta un'altra opera di captazione.
- Fosso di Valle: originato da vene affioranti ai piedi di Balzo Rosso e sotto Campolungo, scorre tra gli abitati delle frazioni di Valle e Piedivalle.
- altri fossi provenienti dai rilievi del Colmartese.
- da Vetice scende inoltre una piccola cascata, originata in prossimità di Fonte Vecchia.

## Santuario della Madonna dell'Ambro

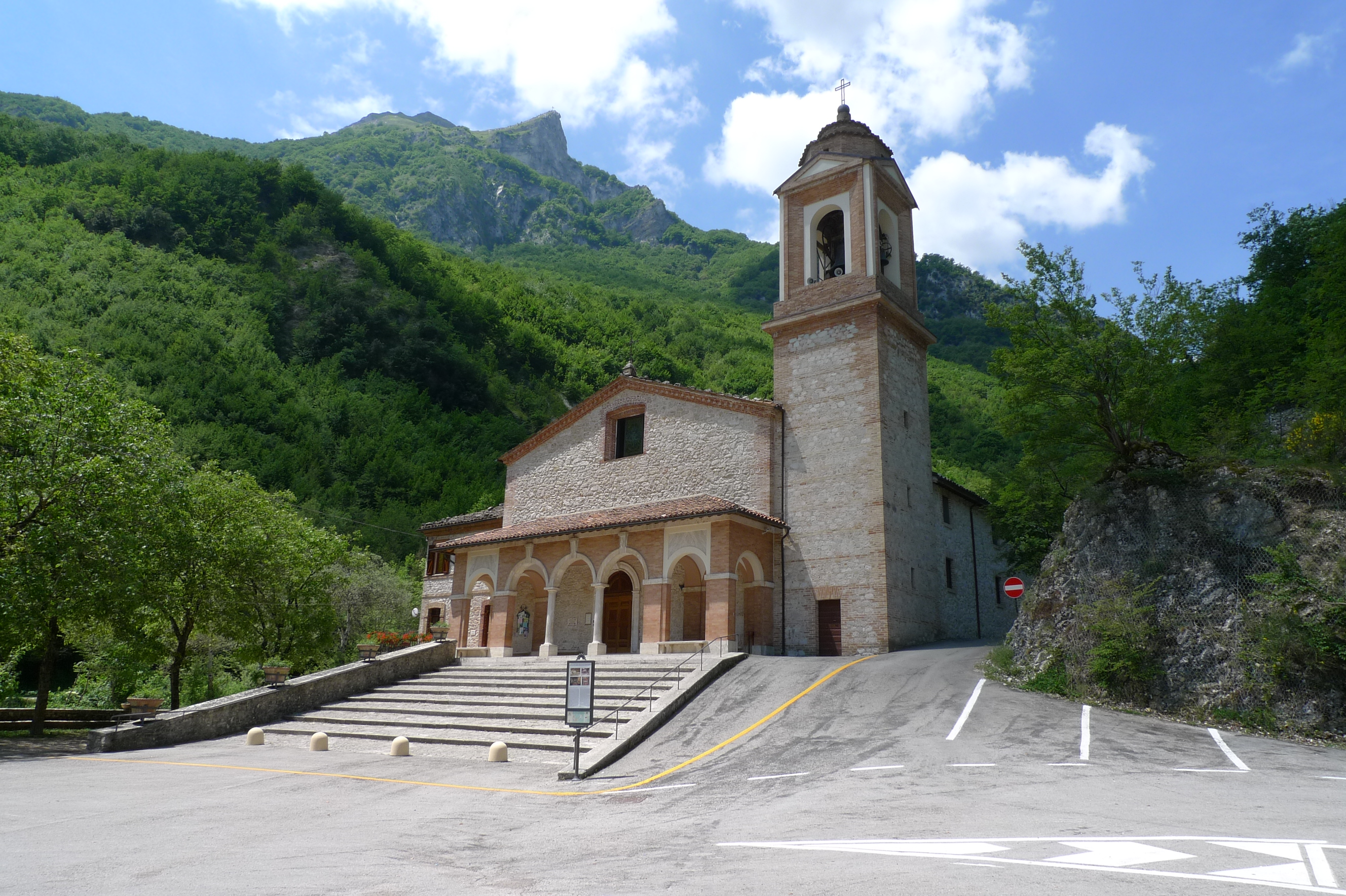
Facciata del Santuario della Madonna dell'Ambro. Sullo sfondo si distingue lo scoglio di Monte Pizzo (M. Priora) su cui è posta una grossa croce che sovrasta l'area del santuario.

Nei pressi del torrente, a 658 m di altitudine, sorge un santuario dedicato alla Madonna in ricordo di un'apparizione avvenuta secondo la leggenda nell'anno mille. Inaugurato nel 1340 l'edificio sacro è uno dei più antichi e visitati santuari delle Marche, e viene definito "la piccola Lourdes dei Monti Sibillini". È situato tra Monte Priora e Monte Castel Manardo,.

## Galleria d'immagini

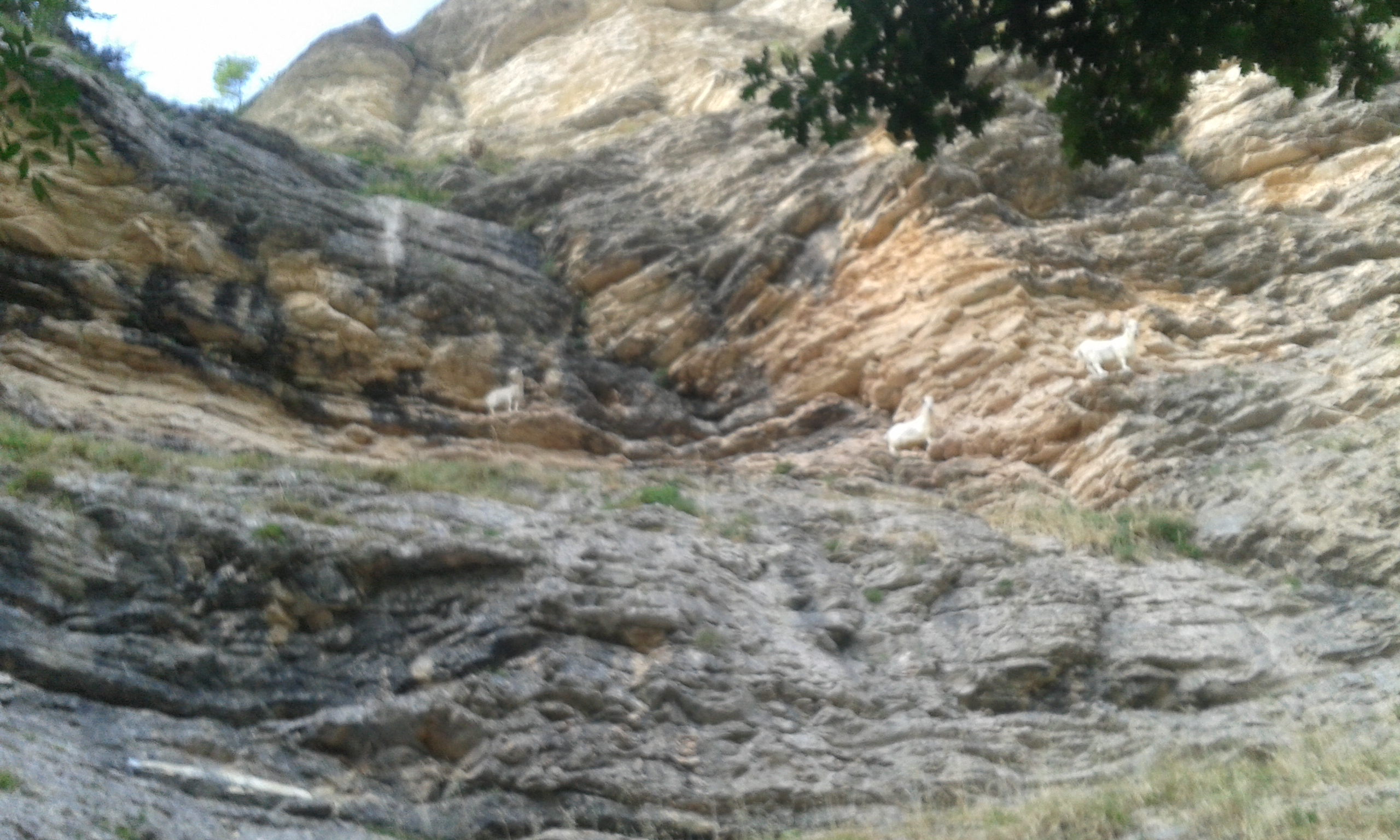
Capre selvatiche sulle pareti rocciose lungo la valle
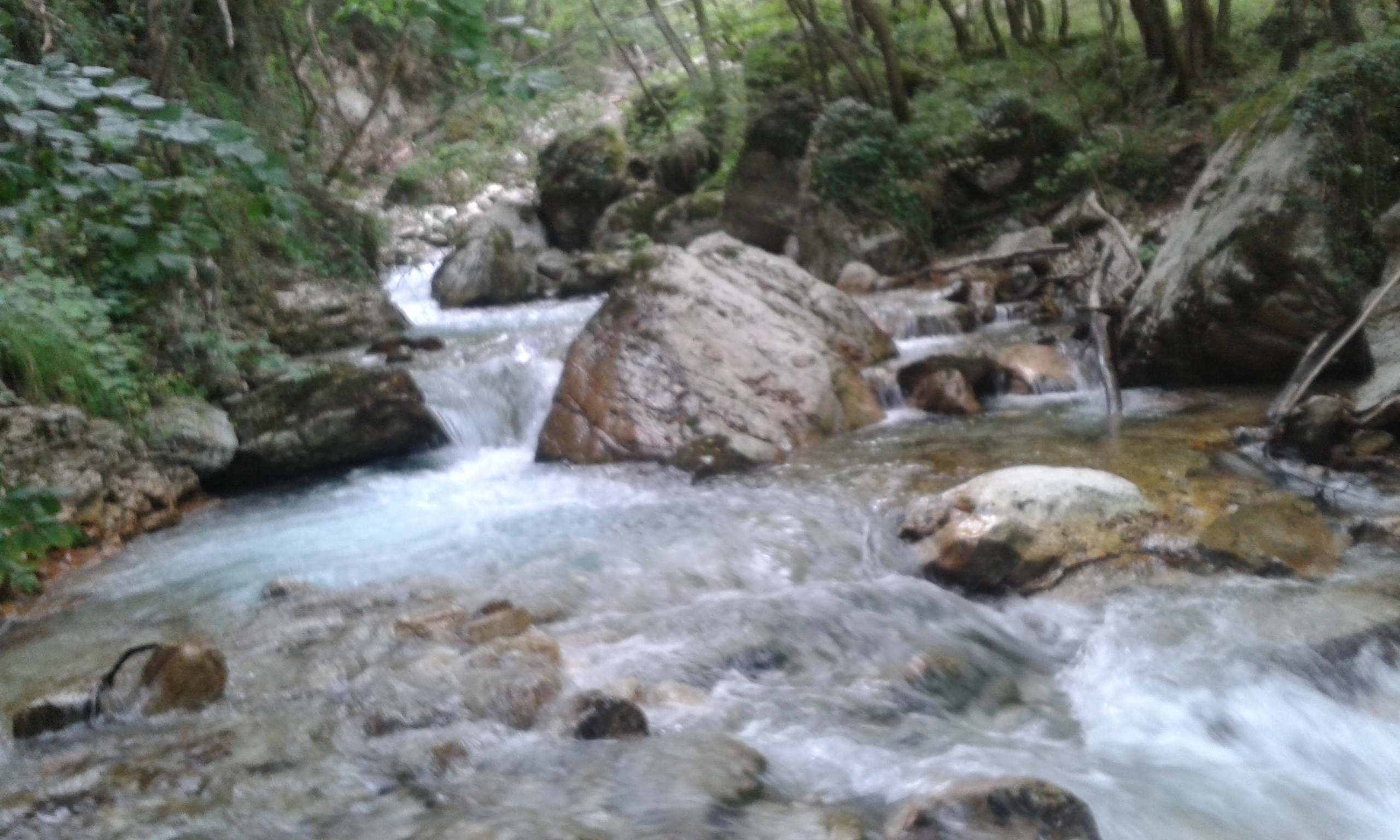
Corso del fiume
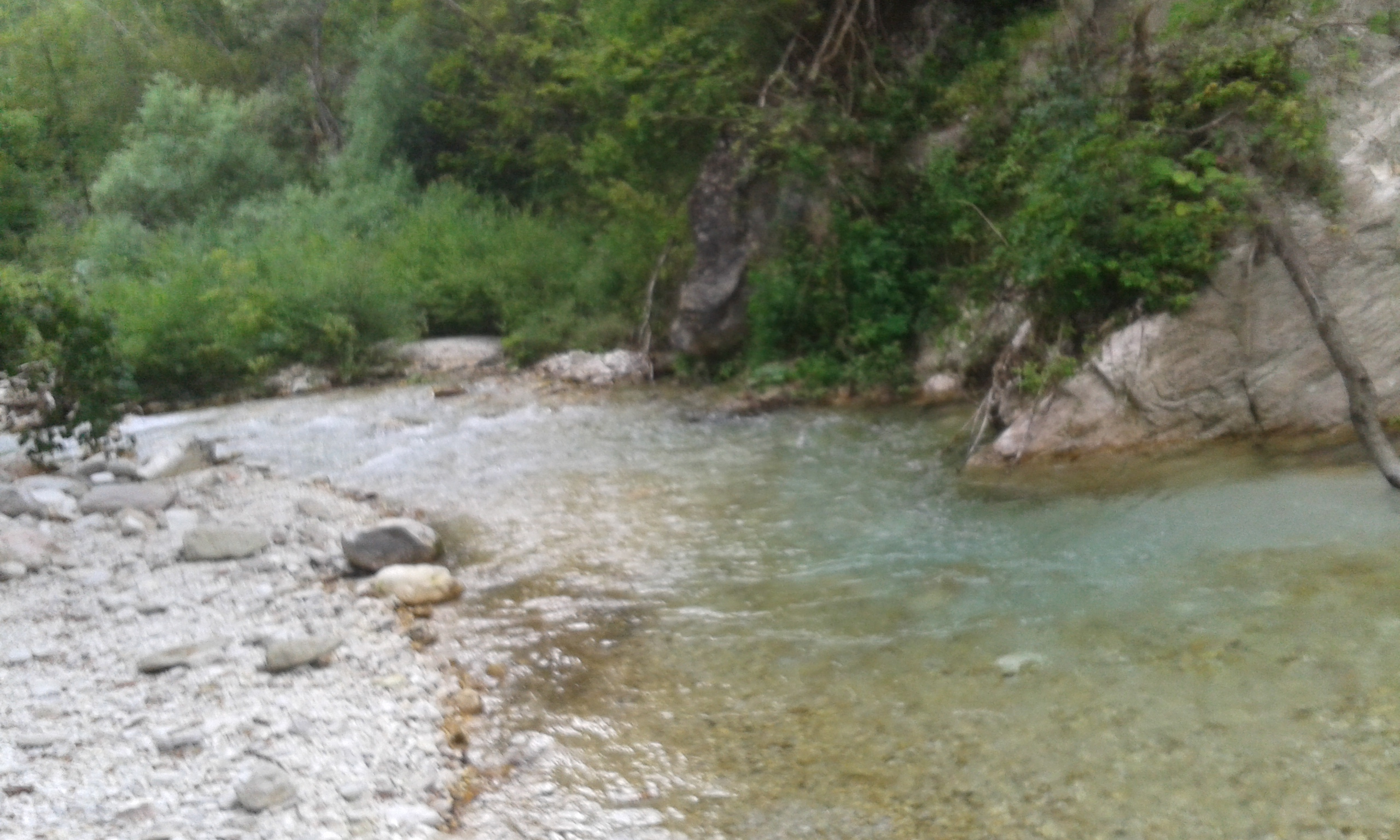
Guado lungo il corso del torrente
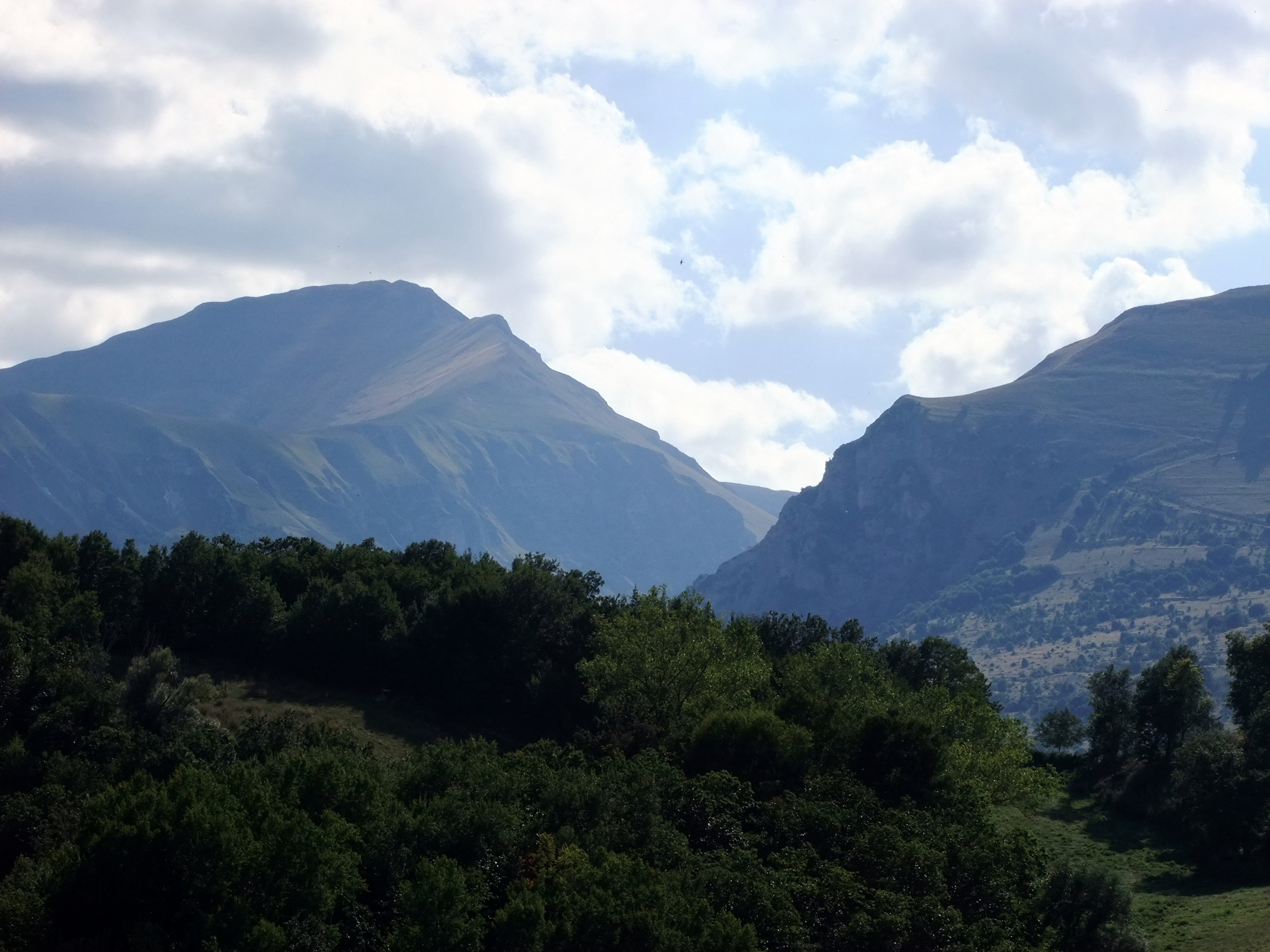
La Priora a sinistra e il Monte Amandola a destra dominano la valle dell'Ambro. Foto scattata da Amandola
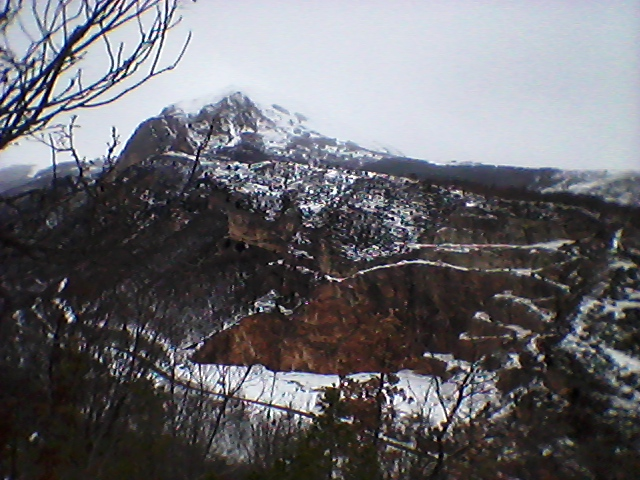
Vecchia cava di Piedivalle